# Hudson Bay
Hudson Bay – miasto w Kanadzie, w prowincji Saskatchewan. Leży nad rzeką Etomami. Znajduje się w okolicach dawnej faktorii handlowej z 1790 roku, jednak osadnictwo rozpoczęło się tutaj o wiele później. W 1907 roku utworzono wieś Etomami (w 1909 roku zmieniono nazwę na Hudson Bay Junction), natomiast prawa miejskie i nazwę Hudson Bay uzyskało w 1946 roku.
Liczba mieszkańców Hudson Bay wynosi 1 646. Język angielski jest językiem ojczystym dla 91,8%, francuski dla 0% mieszkańców (2006).